# Ноћне фигуре
Ноћне фигуре немачки је неми хорор филм из 1920. године, од редитеља, сценариста и продуцента Ричарда Освалда. Главне улоге тумаче Пол Вегенер, Рајнхолд Шунцел, Ерна Морена и Конрад Вајт. Централни лик филма је окрутни мултимилијардер Томас Безуг. Инспирисан је романом Elagabal Kuperus аутора Карла Ханса Стробла.
Уметнички директор филма је Ханс Драјер, док је кинематограф Карл Хофман, који је касније сарађивао са редитељима као што су Фриц Ланг и Ф. В. Мурнау. Филм је сниман у Берлину. Премијерно је приказан 6. јануара 1920. Пошто до данас није сачувана ниједна копија, сматра се изгубљеним.

## Радња
Мултимилијардер Томас Безуг је најбогатији и најусамљенији човек на свету. Он је инвалид, који се помежа кретати само помоћу штака и то уз пуно муке. Веома је окрутан, а због фанатичне љубави према свом сину, држи га као мајмуна у кавезу...

## Улоге
| Глумац          | Улога        |
| --------------- | ------------ |
| Пол Вегенер     | Томас Безуг  |
| Рајнхолд Шунцел | секретар     |
| Ерна Морена     | Елизабет     |
| Ерик Чарел      | Арнолд Безуг |
| Конрад Вајт     | кловн        |
| Анита Бербер    | плесачица    |
| Пол Билт        | проналазач   |
| Теодор Лос      |              |
| Вили Ален       |              |